# Biot (månekrater)
 For alternative betydninger, se Biot. (Se også artikler, som begynder med Biot)
Biot er et lille nedslagskrater på Månen. Det befinder sig på den sydlige halvkugle på Månens forside og er opkaldt efter den franske astronom Jean-Baptiste Biot (1774 – 1862).
Navnet blev officielt tildelt af den Internationale Astronomiske Union (IAU) i 1935.

## Omgivelser
Biotkrateret ligger i de sydlige områder af Mare Fecunditatis. Mod sydøst ligger Wrottesleykrateret.

## Karakteristika
Krateret er skålformet med en kraterrand med skarp kant, som ikker har været udsat for nedslidning af betydning. De indre kratervægge falder ned mod en forholdsvis lille kraterbund. Disse brede vægge har højere albedo end det omgivende mare, så det har en lys tone.

## Satellitkratere
De kratere, som kaldes satellitter, er små kratere beliggende i eller nær hovedkrateret. Deres dannelse er sædvanligvis sket uafhængigt af dette, men de får samme navn som hovedkrateret med tilføjelse af et stort bogstav. På kort over Månen er det en konvention at identificere dem ved at placere dette bogstav på den side af satellitkraterets midte, som ligger nærmest hovedkrateret. Biotkrateret har følgende satellitkratere:
| Biot | Længde  | Bredde  | Diameter |
| ---- | ------- | ------- | -------- |
| A    | 22,2° S | 48,9° Ø | 15 km    |
| B    | 20,4° S | 49,6° Ø | 28 km    |
| C    | 22,0° S | 51,1° Ø | 8 km     |
| D    | 24,3° S | 50,3° Ø | 9 km     |
| E    | 24,6° S | 50,9° Ø | 8 km     |
| T    | 21,4° S | 49,9° Ø | 5 km     |

## Måneatlas
- Billeder af Biotkrateret i LPI-måneatlasset